# 49街车站 (BMT百老汇线)
49街車站（英語：49th Street station）是紐約地鐵BMT百老匯線的一個慢車地鐵站，位於曼哈頓中城西49街及第七大道交界，設有N線（任何時候停站）、R線（任何時候停站（深夜除外））、W線（僅平日停站）與Q線（僅深夜停站）列車服務。

## 車站結構
| G        | 街道層             | 出入口 位於49街及第七大道東北角的升降機只限北行列車                                                                         |
| P 月台層 | 側式月台，右側開門 | 側式月台，右側開門 |
| P 月台層 | 南行               | （深夜時為） 往康尼島-斯提威爾大道（時報廣場-42街） · 平日往白廳街-南碼頭（時報廣場-42街） · 往灣脊區-95街（時報廣場-42街） |
| P 月台層 | 南行快速           | 不停靠 |
| P 月台層 | 北行快速           | 不停靠 |
| P 月台層 | 北行               | （平日） 往57街-第七大道） · 深夜時往96街（57街-第七大道） · 往71大道（57街-第七大道）                                      |
| P 月台層 | 側式月台，右側開門 | |

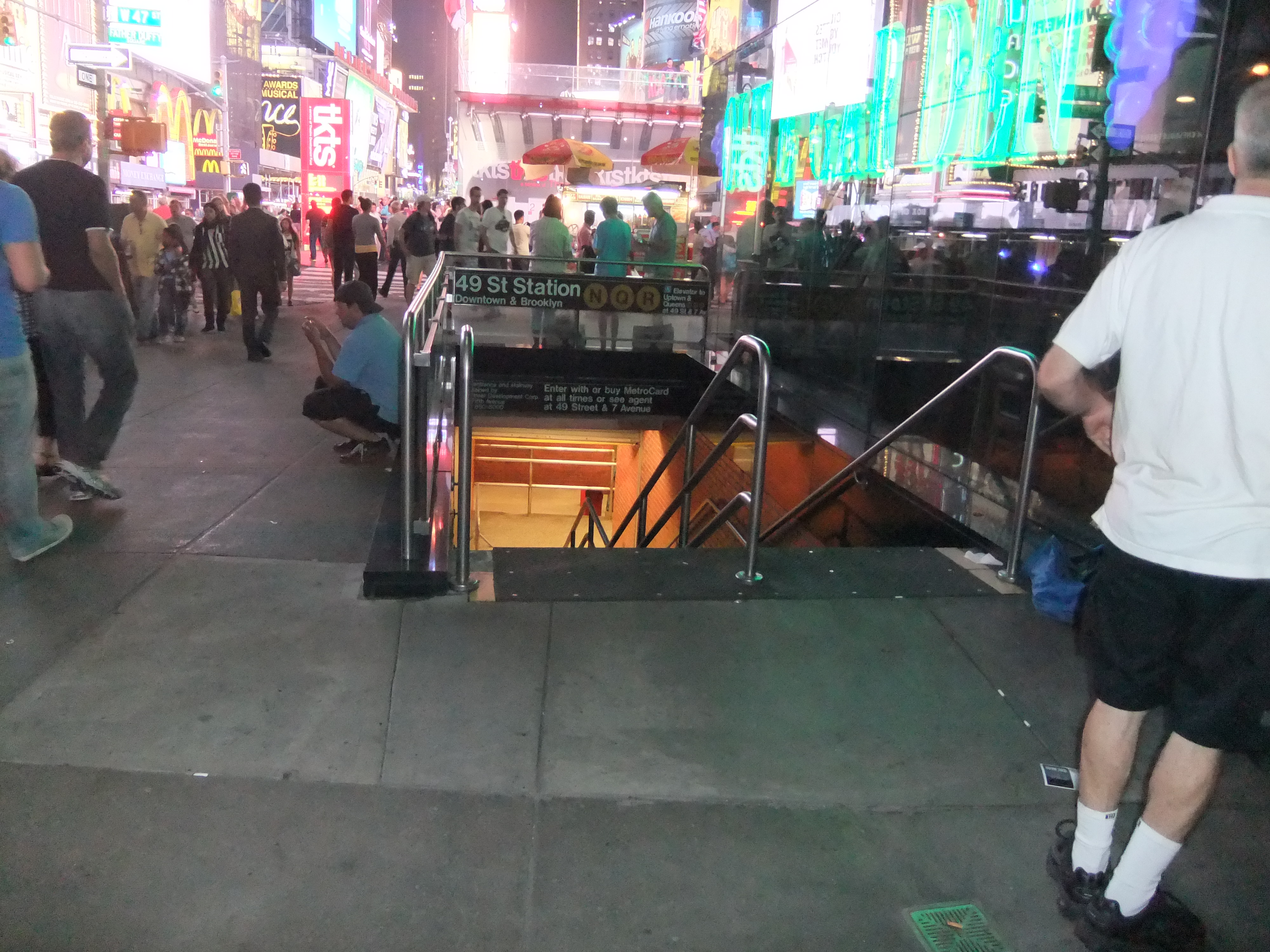
49街往下城列車入口

此地下車站在1919年7月10日啟用，設有兩個側式月台和四條軌道。兩條中央快車軌道除深夜時段都由Q線列車使用。
此站以南，下城慢車軌道稍為下降再回升，原因是百老匯和第七大道在時報廣場最狹窄之處相遇（45街），而下城慢車軌道還要下穿IRT百老匯-第七大道線上城慢車軌道。

## 參考資料

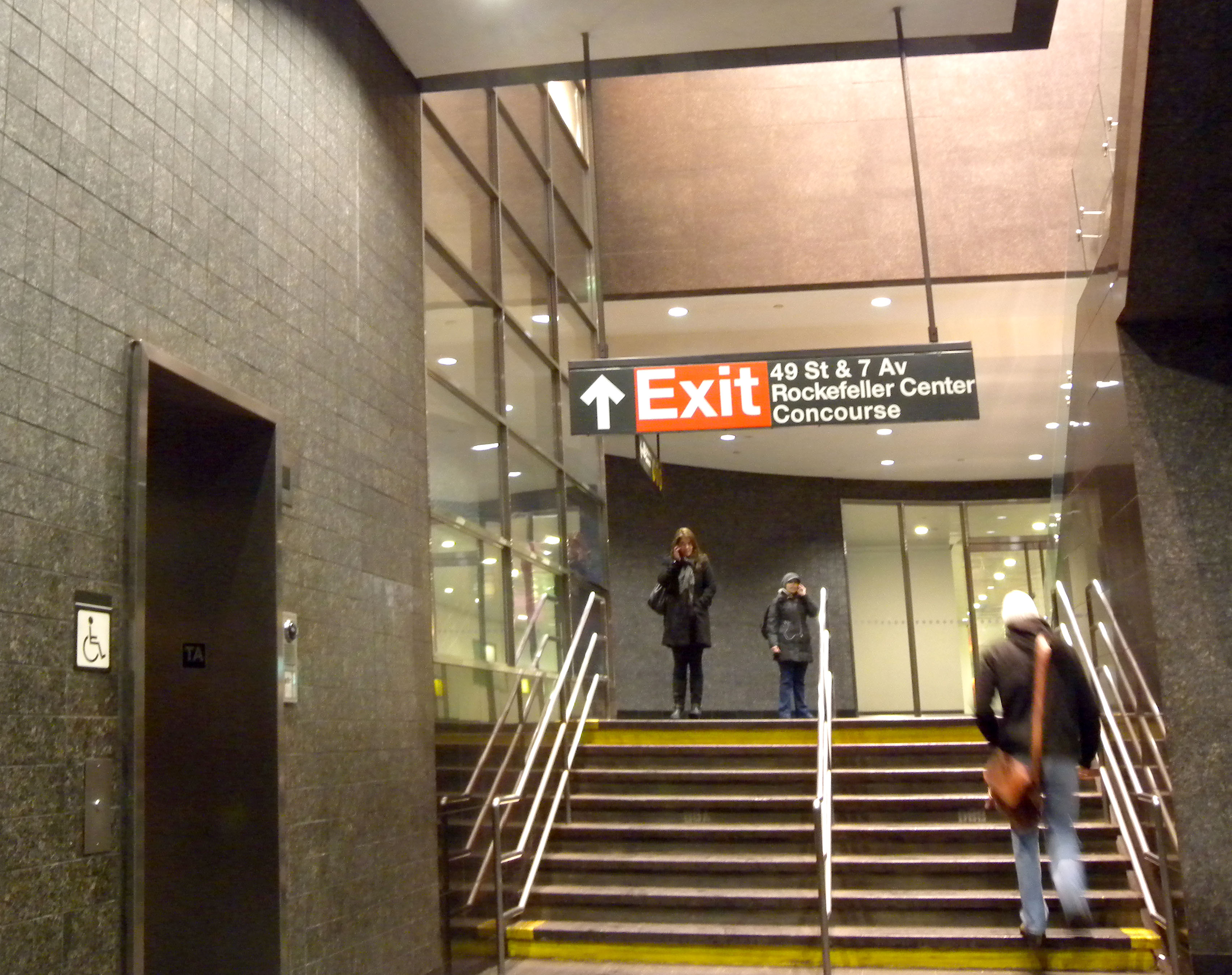
往洛克斐勒中心行人通道

## 延伸閱讀
- Lee Stokey. Subway Ceramics : A History and Iconography. 1994. ISBN 978-0-9635486-1-0

## 外部連結
- nycsubway.org—BMT Broadway Subway: 49th Street
- Station Reporter — N Train
- Station Reporter — R Train
- 49th Street entrance from Google Maps Street View
- 47th Street and Seventh Avenue entrance from Google Maps Street View（页面存档备份，存于）
- 47th Street and Broadway entrance from Google Maps Street View（页面存档备份，存于）
- Platforms from Google Maps Street View （页面存档备份，存于）